# ORG-25935
ORG-25935は、Organon & Co.により開発された薬剤で、グリシントランスポーター1を選択的に阻害する。動物実験では、アルコールの摂取量を減らし、鎮痛および抗けいれん作用、抗精神病薬として研究されており、人に対する臨床試験では解離性麻酔薬であるケタミンの作用を打ち消す効果が示されている。